# Fabiola Mansur
Fabiola Mansur de Carvalho (Rio de Janeiro, 22 de outubro de 1962), mais conhecida como Fabíola Mansur, é uma médica e política brasileira. Durante anos exerceu mandato como deputada estadual pelo estado da Bahia. Foi eleita vereadora no município de Salvador em 2012, mas renunciou ao mandato para assumir a cadeira na Assembleia Legislativa da Bahia (ALBA).
Foi a primeira mulher lésbica assumida a ocupar uma vaga tanto na Câmara Municipal de Salvador quanto na ALBA. Na defesa de políticas públicas para a comunidade LGBTI, foi autora da lei que criou o primeiro centro municipal de referência para atendimento de pessoas dessa comunidade, o Centro Municipal de Referência LGBT de Salvador, criado em 2016.
É graduada em Medicina pela Universidade Federal da Bahia (UFBA), especializada em oftalmologia pelo Hospital das Clínicas e pós-graduada na Universidade de Miami (nos Estados Unidos).

## Desempenho em eleições
| Ano  | Eleição                               | Partido | Coligação                                                                    | Cargo             | Chapa               | Votos            | Resultado           |
| ---- | ------------------------------------- | ------- | ---------------------------------------------------------------------------- | ----------------- | ------------------- | ---------------- | ------------------- |
| 2010 | Eleições estaduais na Bahia em 2010   | PSB     | Frente Dois de Julho(PSL,PSB)                                                | Deputada Estadual | -                   | 21.852 (0,37%)   | Suplente            |
| 2012 | Eleição municipal de Salvador em 2012 | PSB     | (PSB,PPL)                                                                    | Vereadora         | -                   | 6.524 (0,27%)    | Eleita              |
| 2014 | Eleições estaduais na Bahia em 2014   | PSB     | Um Novo Caminho para a Bahia (PSB, PSL, PPL)                                 | Deputada Estadual | -                   | 22.317 (0,37%)   | Eleita              |
| 2018 | Eleições estaduais na Bahia em 2018   | PSB     | Força do Trabalho pela Bahia(PT, PMB, PSD, PR, PDT, PODE, PRP, PP, PSB, AVA) | Deputada Estadual | -                   | 54.444 (0,88%)   | Eleita              |
| 2020 | Eleição municipal de Salvador em 2020 | PSB     | Que Cuida de Gente(PSB,PT)                                                   | Vice-prefeita     | Denice Santiago(PT) | 228.942 (18,86%) | Não eleita 2º Lugar |
| 2022 | Eleições estaduais na Bahia em 2022   | PSB     | -                                                                            | Deputada Estadual | -                   | 58.064 (0.73%)   | Suplente            |